# Mathea Fischer
Mathea Fischer, född 8 oktober 1997, är en norsk ishockeyspelare. Hon spelar för Djurgårdens IF i SDHL. Tidigare har hon spelat i Kanada för University of British Columbia från 2014. Hon spelar i det norska damlandslaget i ishockey. Hon har även spelat för Manglerud Star och Vålerenga Ishockey. 
Fischer är syster till ishockeyspelaren Magnus Fischer.